# درک (زرآباد)
درک، روستایی در دهستان زرآباد شرقی بخش مرکزی شهرستان زرآباد در استان سیستان و بلوچستان ایران است. ساحل درک و باغات موز ، از جاذبه های اصلی شهرستان زرآباد است.

## جمعیت
بر پایه سرشماری عمومی نفوس و مسکن در سال ۱۳۹۵، جمعیت این روستا برابر با ۴۴۹ نفر (۱۰۳ خانوار) بوده‌است.

## جاذبه گردشگری
بیشترین دلیل شهرت درک اول به خاطر نام آن است که ایهام برانگیز است و در سالهای اخیر بین گردشگران مشهور شده. دلیل اصلی و جاذبه مهم این روستا تلاقی کویر و دریاست که در طلوع و غروب مناظری وصف ناشدنی را شکل می‌دهند.
پوشش گیاهی طبیعی زراباد، همانند ساوان است و مملو از درختان عظیم کهور بومی، توج (مسواک بومی و مثمر) و کلیر (درخت بدون برگ و با گلهای زیبای سرخ) می‌باشد. ضمناً باغ عبدالمالک با درختان عظیم آکاسیا (اقاقیای آفریقایی) و باغ محمدجان (زراباددشت) با درختان چیکو و تمبرهندی نیز منحصر به فرد هستند. البته زراباد به لحاظ نژادی نیز متنوع است و ترکیبی از انواع تیره‌های بلوچ و حتی غیر بلوچ، دورگه و سیاهپوست است.

## نگارخانه

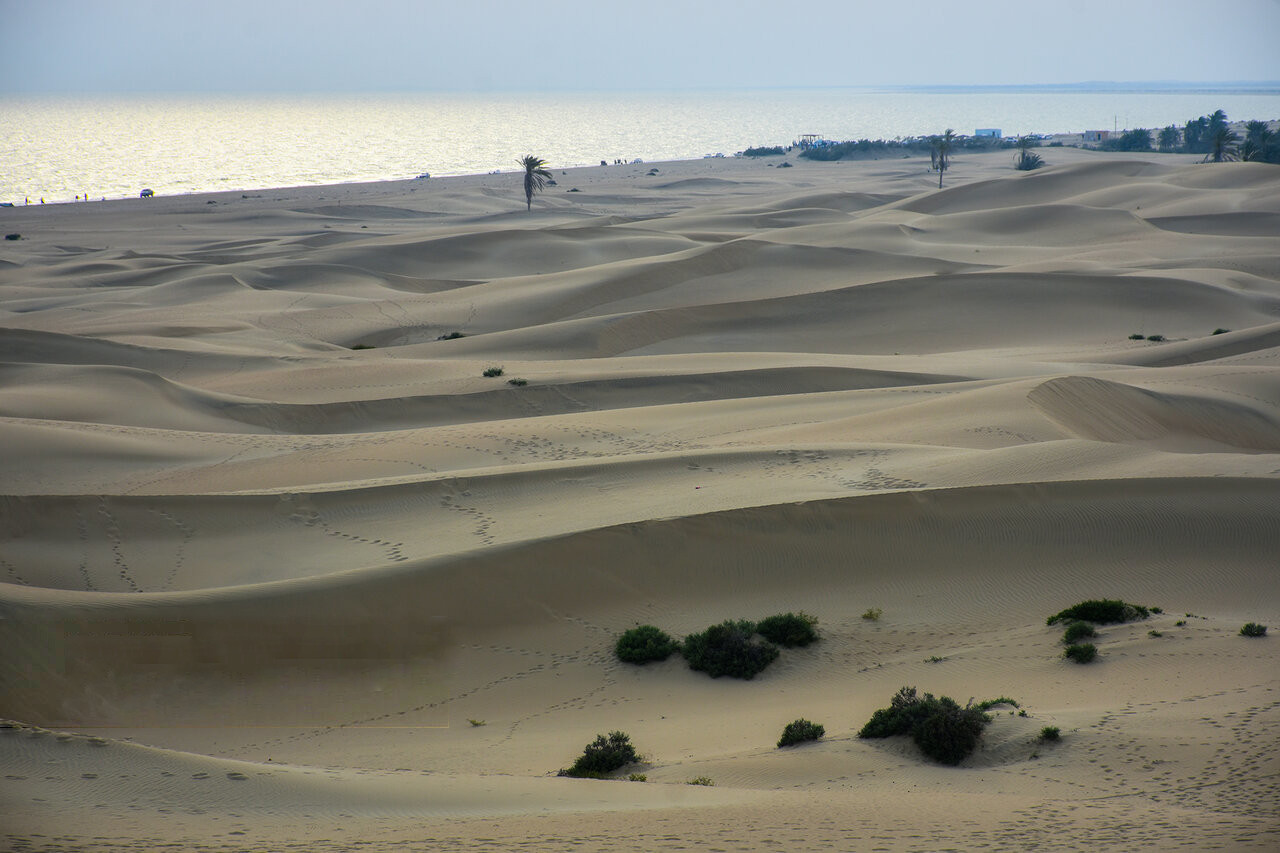
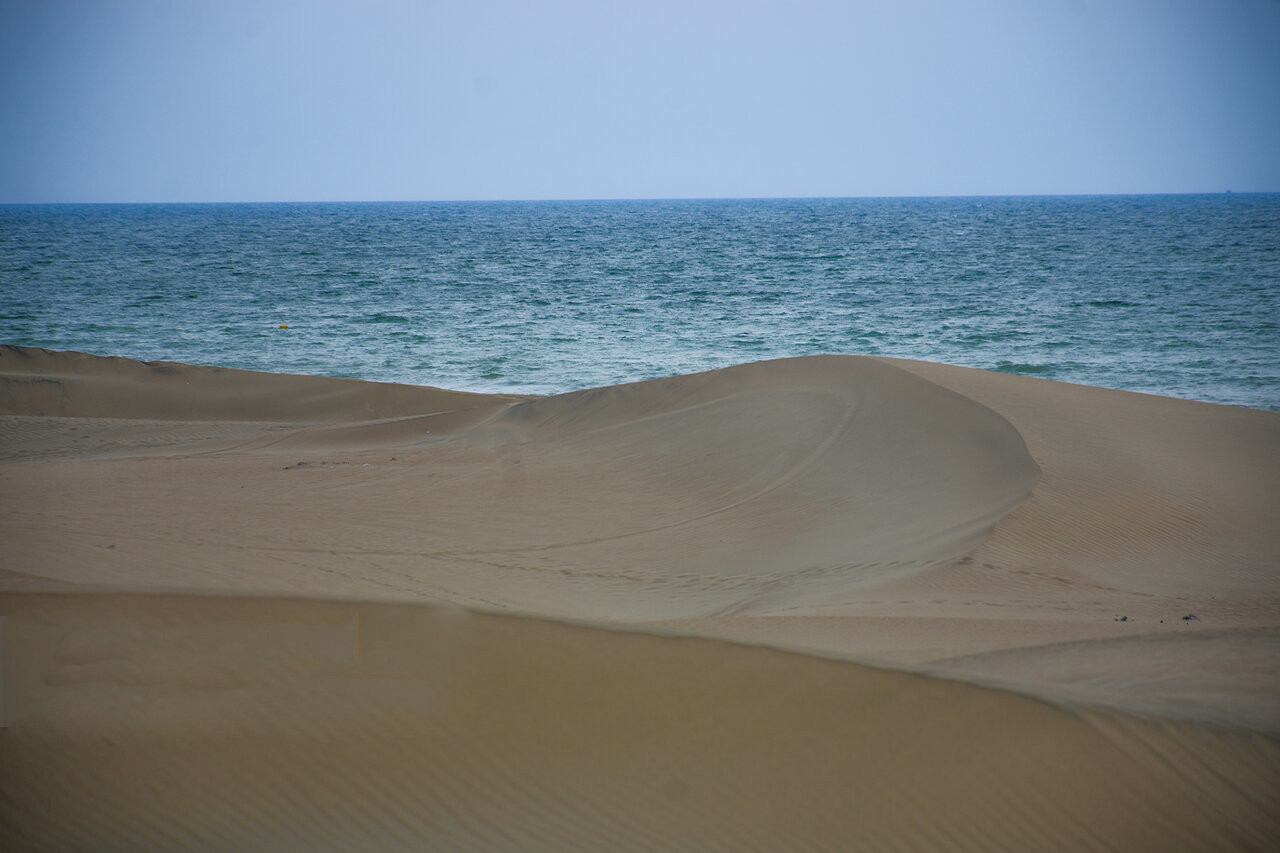
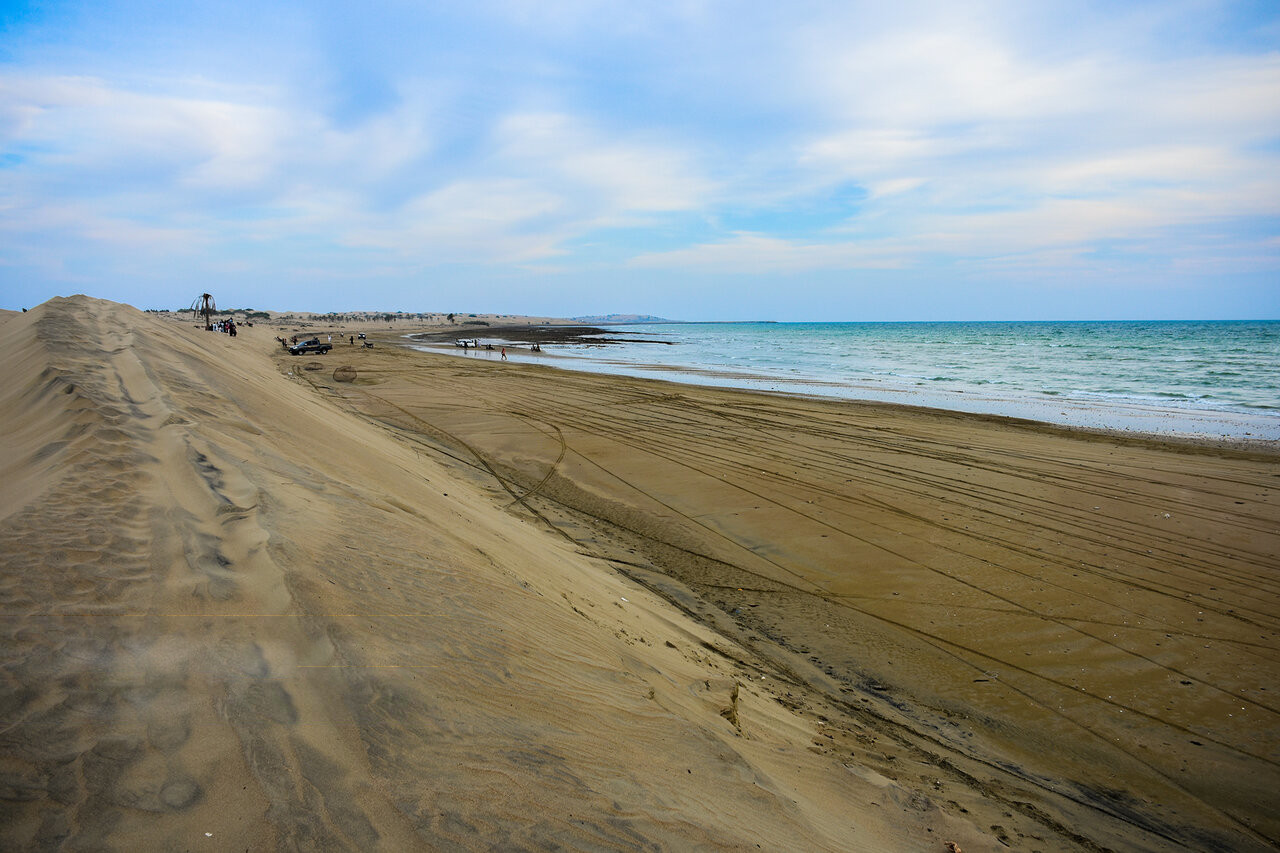
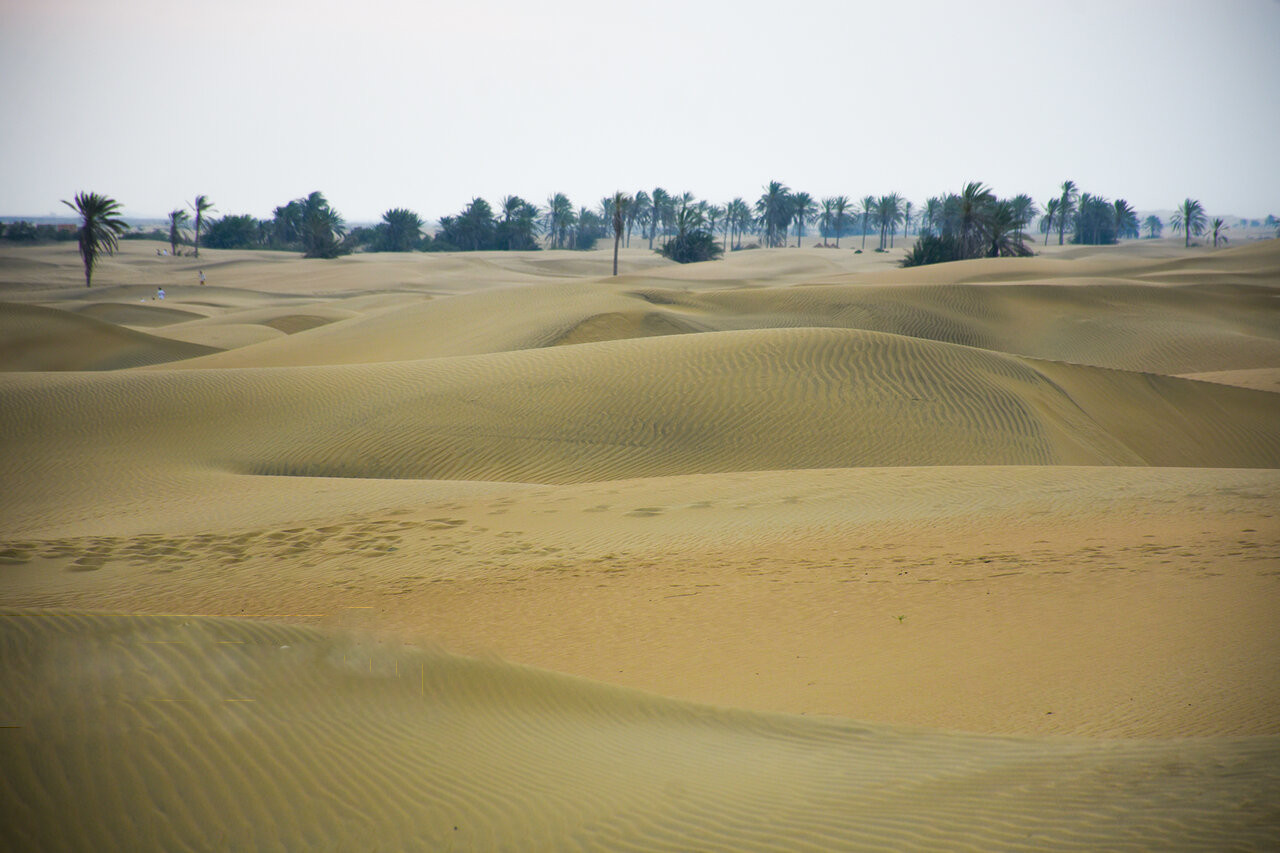
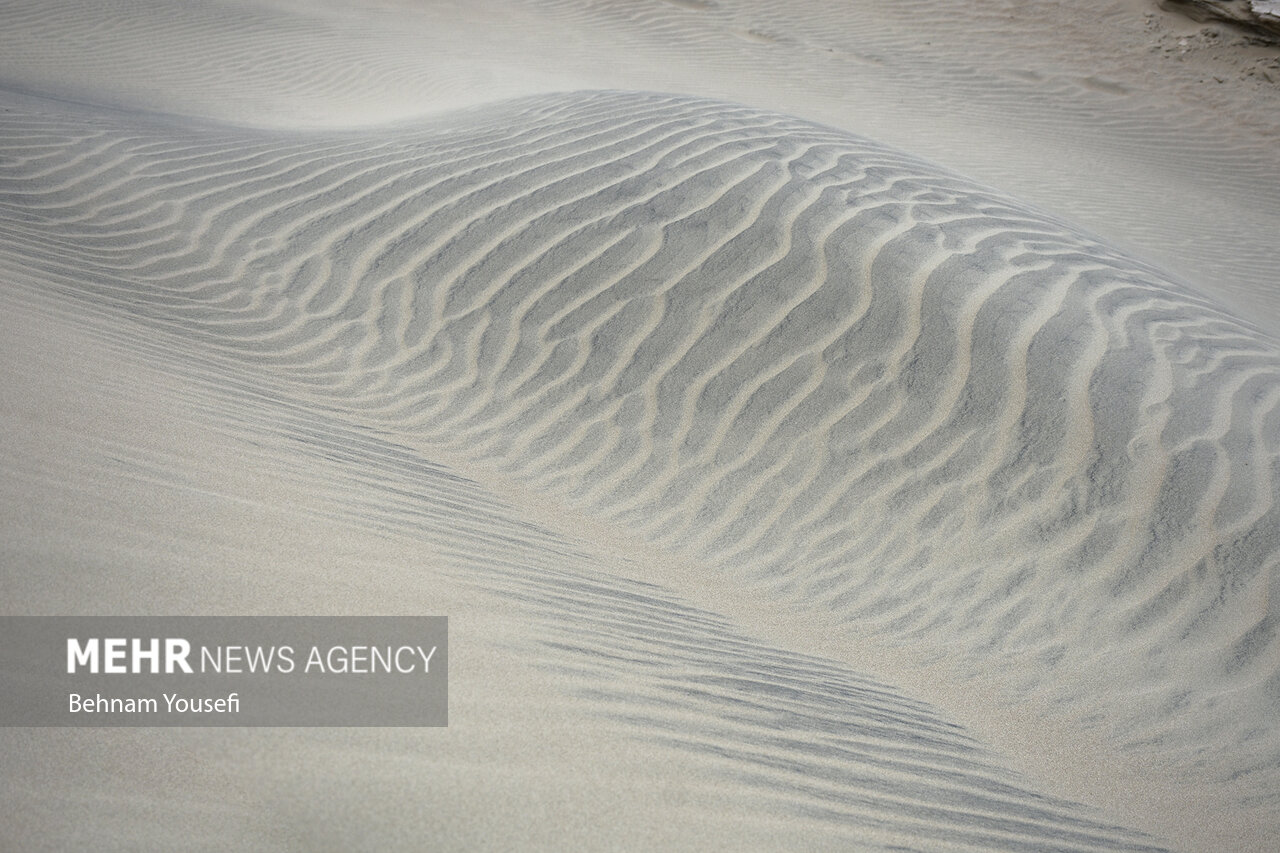
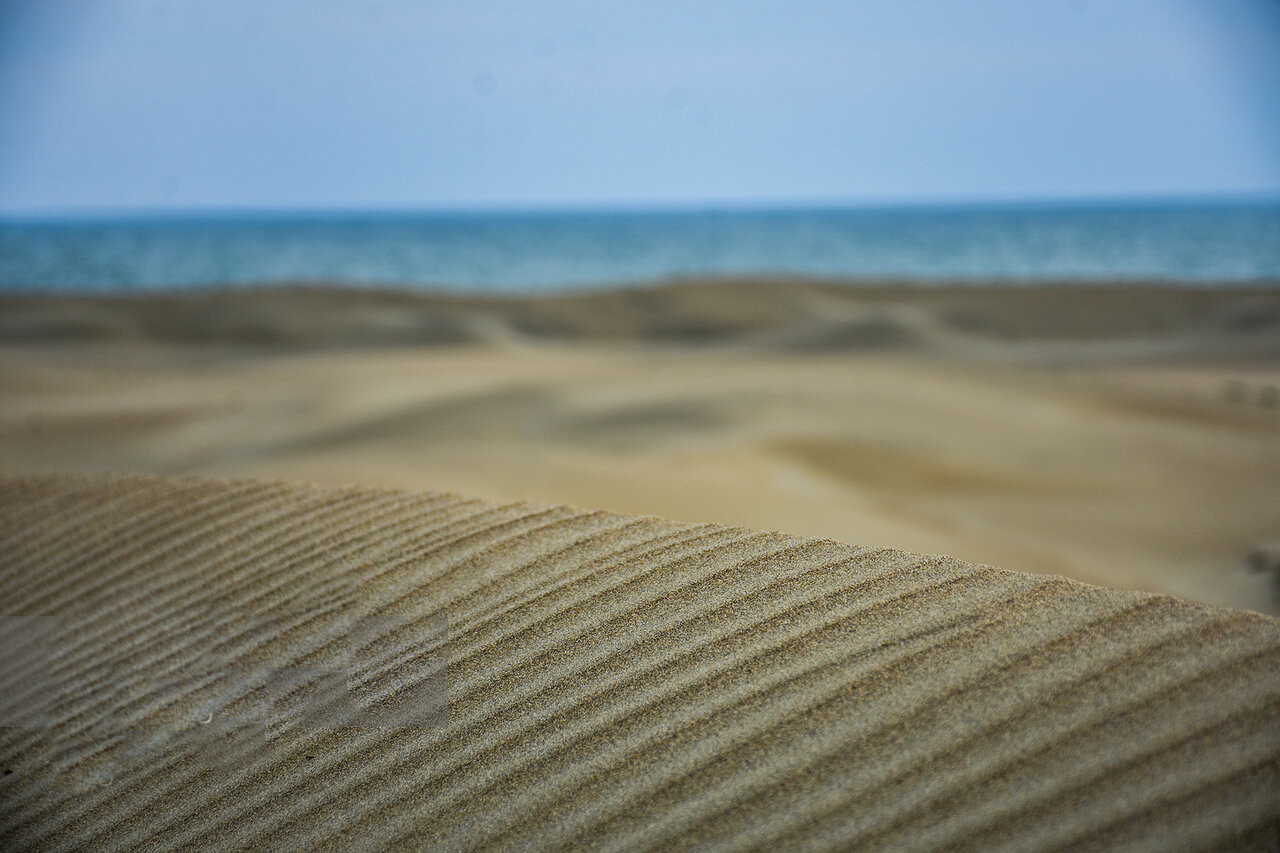
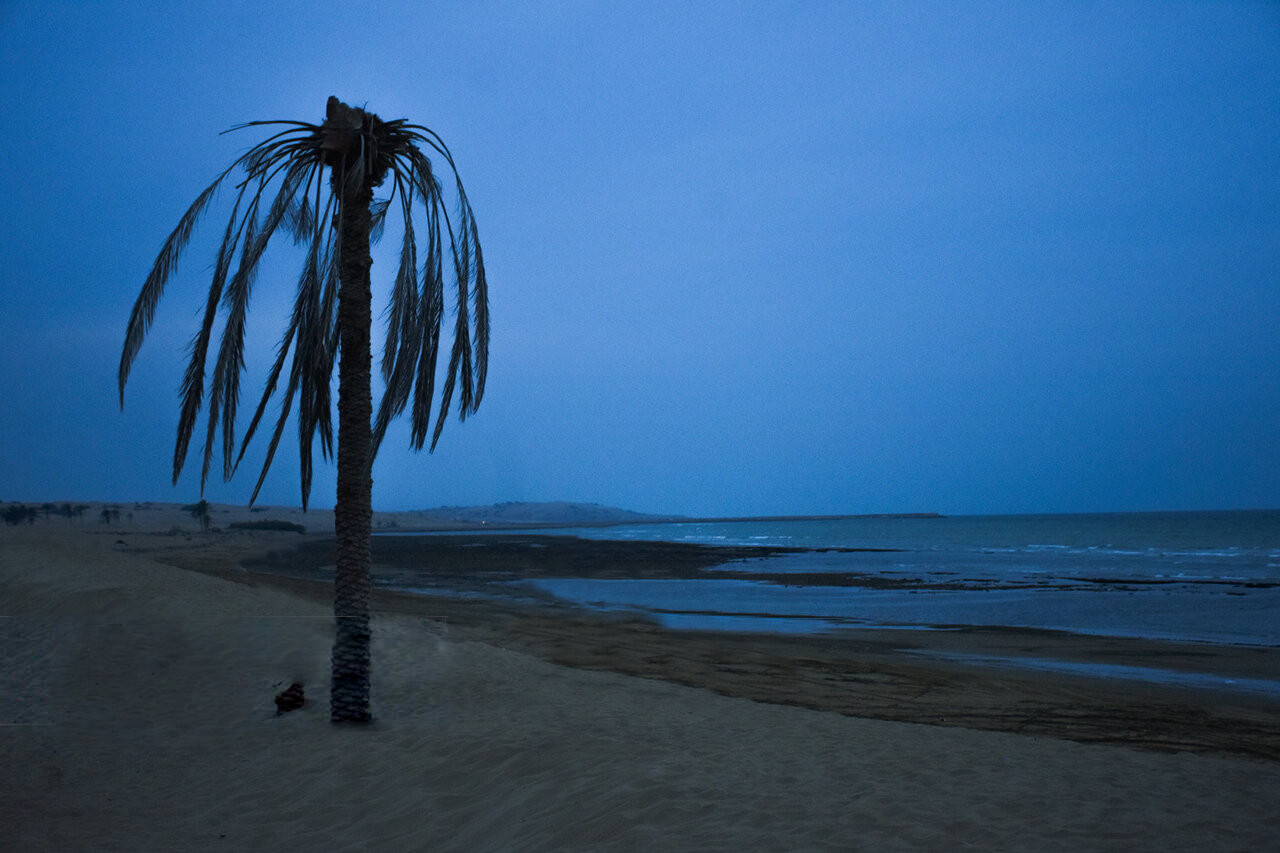
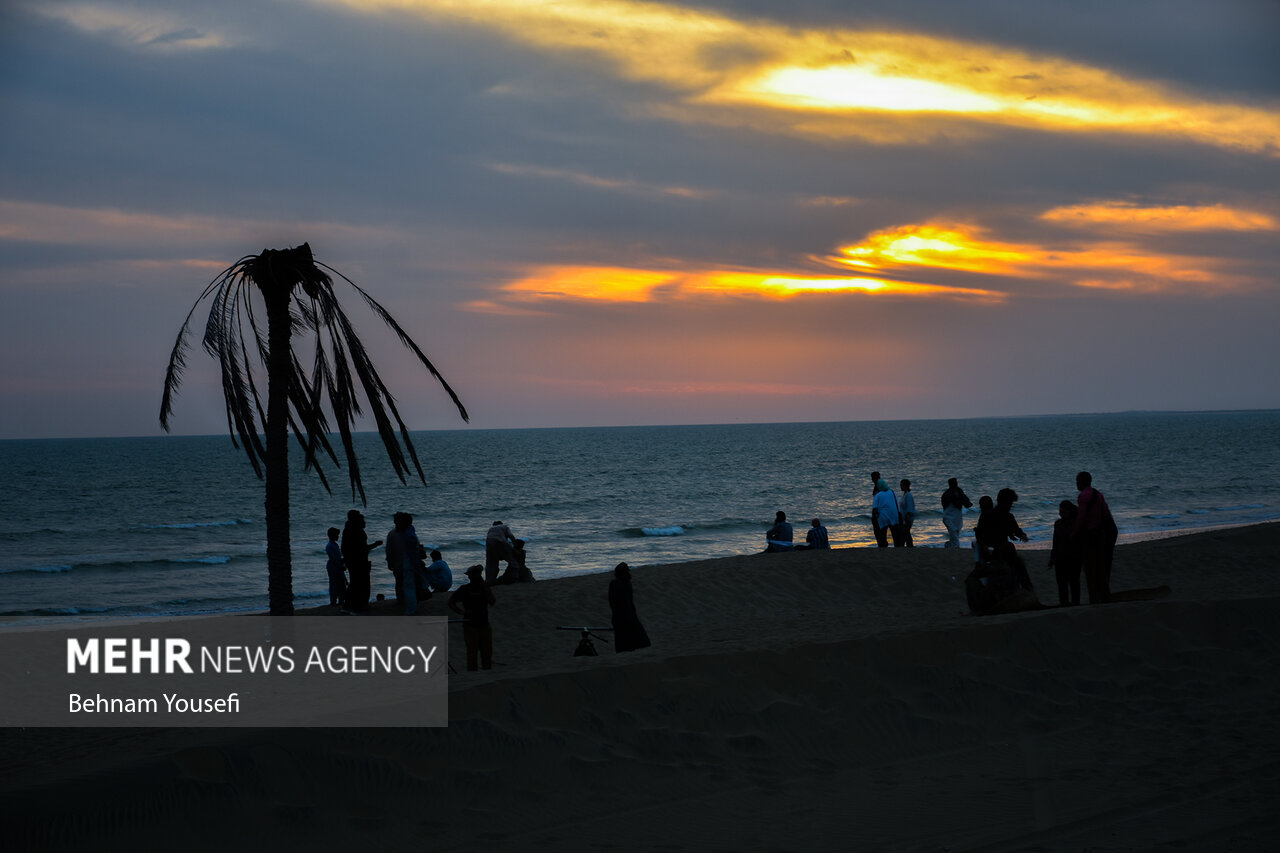
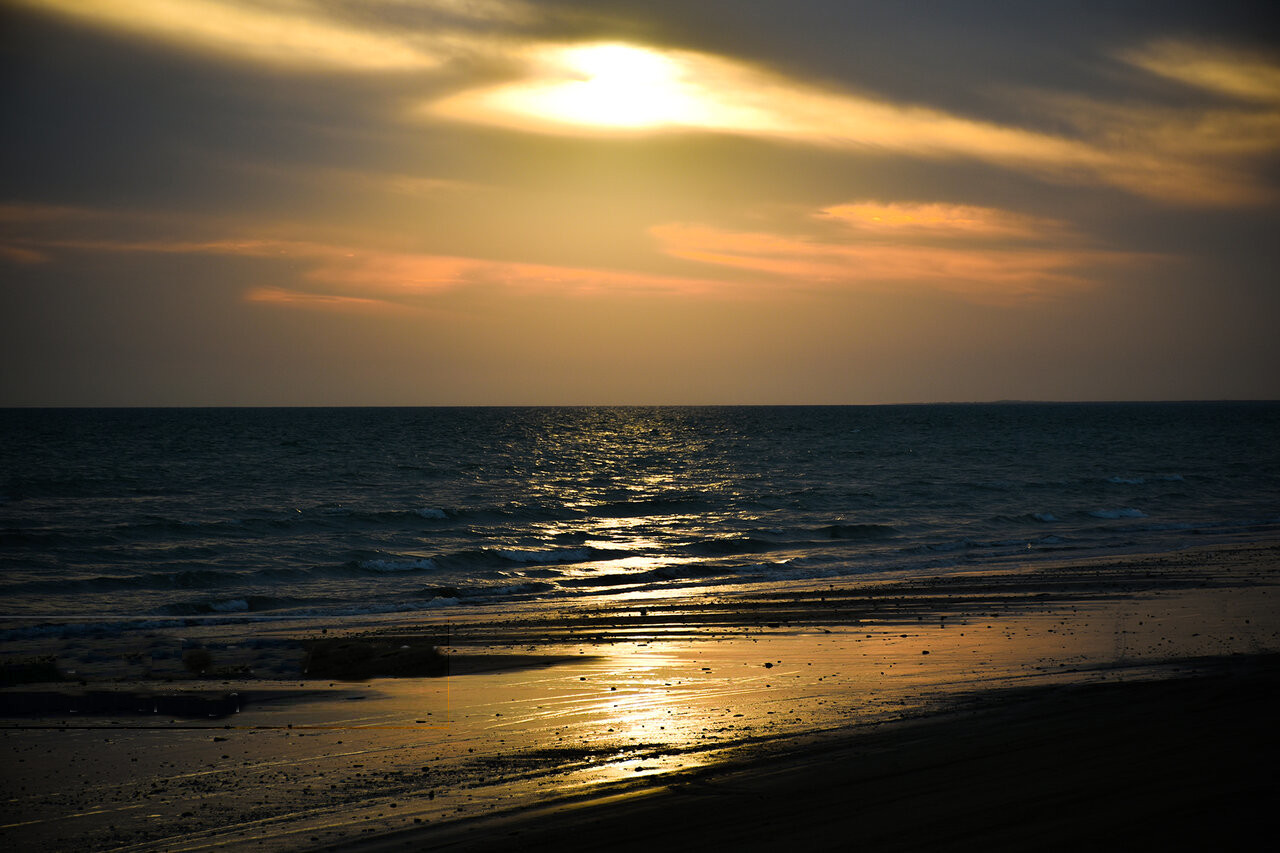
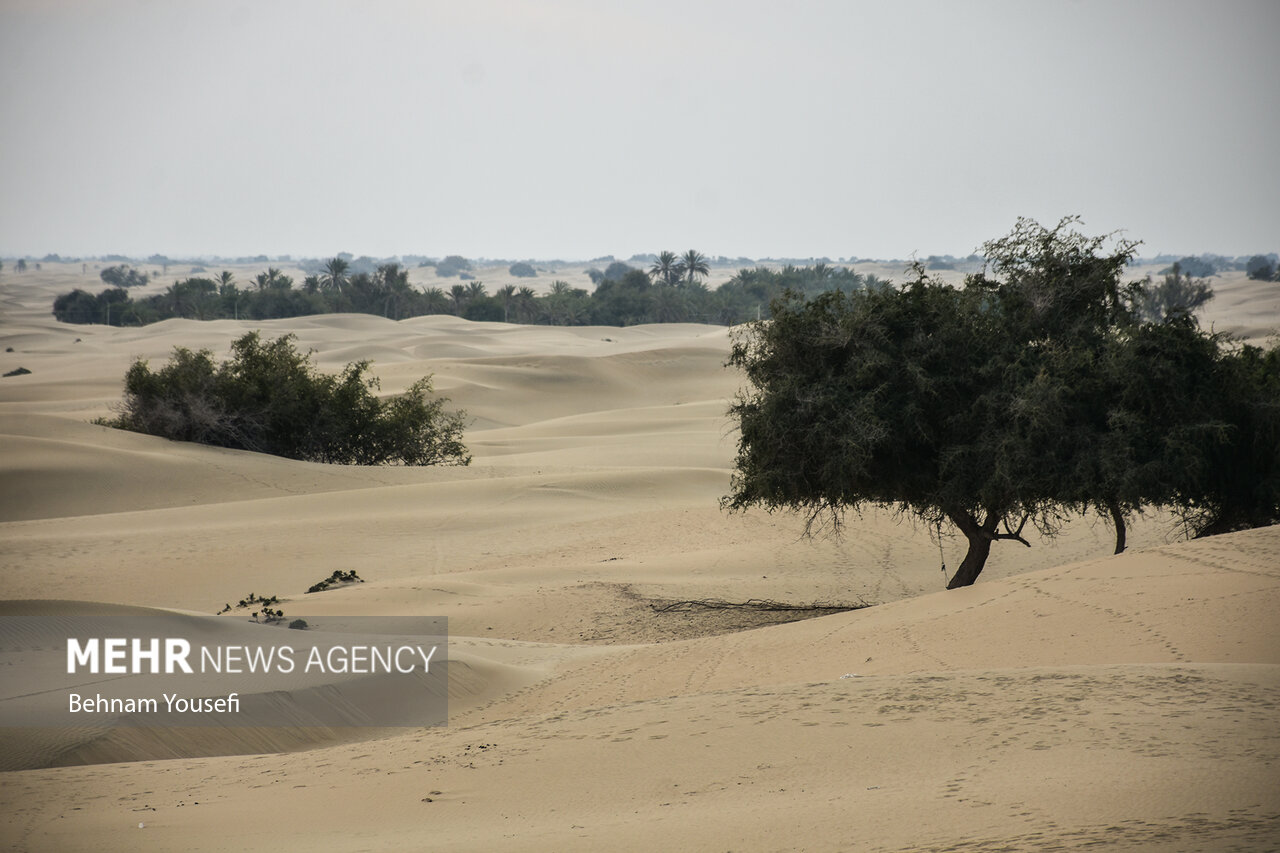
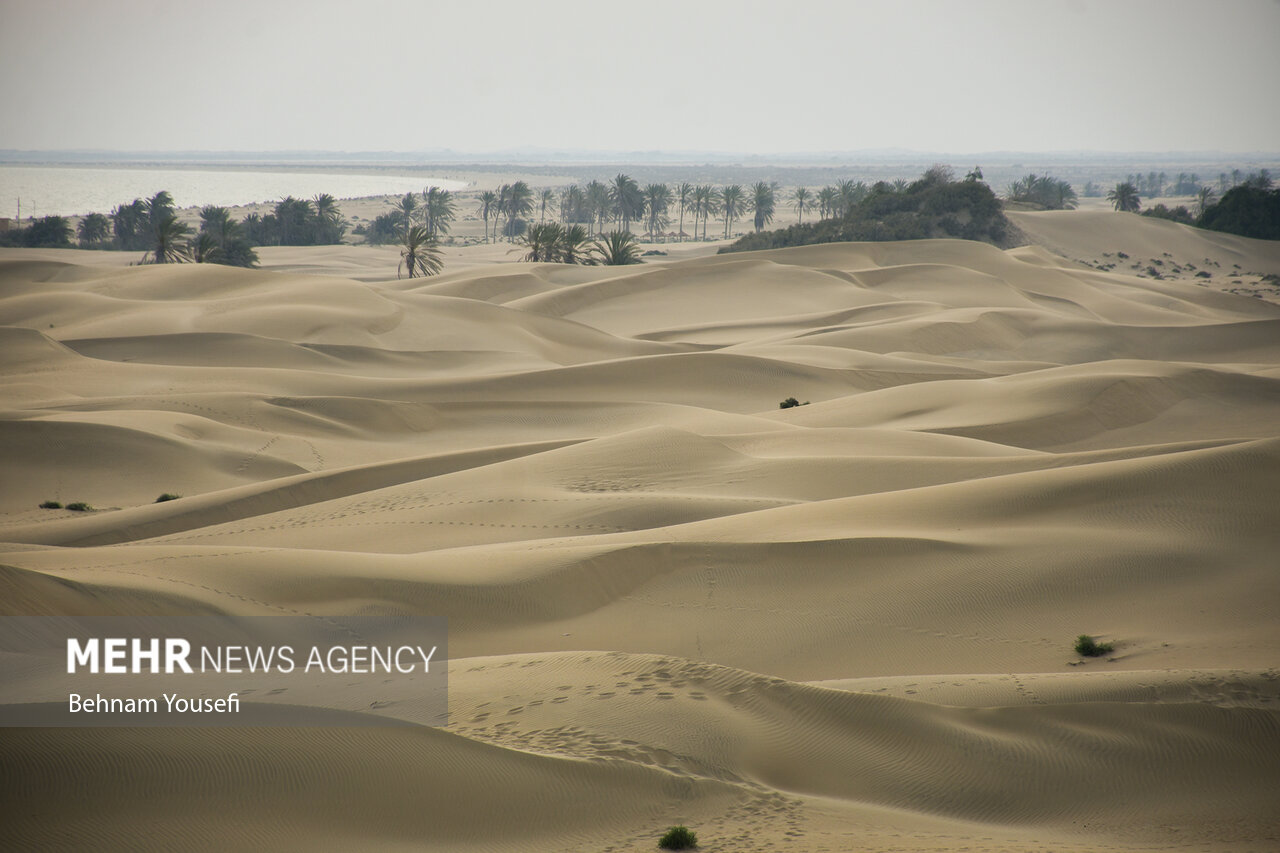